# Ignacy Huber

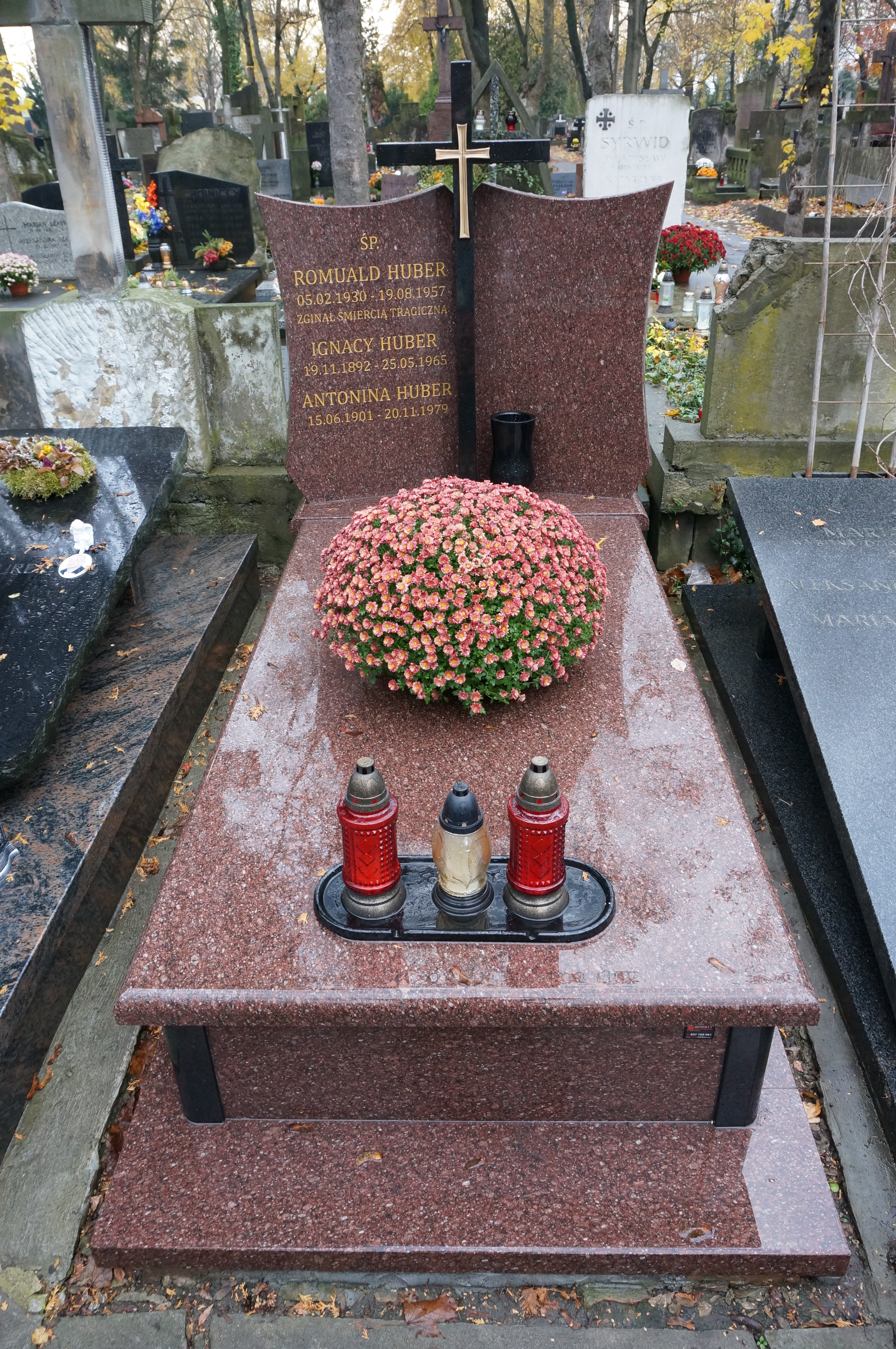
Grób Ignacego Hubera na cmentarzu Powązkowskim

Ignacy Huber (ur. 19 listopada 1892 we Lwowie, zm. 25 maja 1965 w Warszawie) – nauczyciel, wykładowca Państwowego Instytutu Robót Ręcznych w Warszawie, autor poradników metodycznych.
Absolwent Państwowego Instytutu Robót Ręcznych (PIRR) w Warszawie i Wolnej Wszechnicy Polskiej. W latach 1923–39 pracował w Państwowym Instytucie Robót Ręcznych w Warszawie, kształcącym nauczycieli prac ręcznych. Wchodził także w skład Komisji Egzaminacyjnej dla Nauczycieli Robót Ręcznych. W Instytucie i Wyższym Kursie Nauczycielskim wykładał metodykę zajęć praktycznych.
Z inicjatywy dyrektora PIRR – Władysława Przanowskiego wydał książki: Jak wykonać samemu pomoce naukowe? Warszawa 1928 (pod red. W. Przanowskiego; współautor Walenty Czyżycki) oraz Jak wykonać samemu pomoce naukowe ze szkła i innych materiałów? (Warszawa 1932; dwa wznowienia: Warszawa 1948, 1952), a po II wojnie Obróbka szkła. Warszawa 1963.
Ponadto opublikował broszury:
- Mały konstruktor: warsztacik wraz z narzędziami do pracy domowej i szkolnej dla młodzieży. Warszawa 1935;
- Zestaw pomocy naukowych do statyki: instrukcja posługiwania się zestawem pomocy naukowych do statyki w zasadniczej szkole zawodowej. Warszawa 1953;
- Tablica magnetyczna i modele przyczepne jako pomoce szkolne. Warszawa 1958;
- Konserwacja i przechowywanie tablic poglądowych. Warszawa 1960.

Kilkadziesiąt artykułów zamieścił w czasopismach metodycznych: „Praca Ręczna w Szkole” (ponad 20 artykułów), „Rysunek i Zajęcia Praktyczne”, „Fizyka w Szkole”.
W 1945 przez kilka miesięcy był wykładowcą Państwowego Instytutu Robót Ręcznych, reaktywowanego w Łodzi. Od jesieni 1945 pracował jako wizytator w Ministerstwie Oświaty oraz Centralnym Urzędzie Szkolenia Zawodowego, a następnie w Instytucie Pedagogiki w Warszawie, mającym siedzibę w gmachu przedwojennego Państwowego Instytutu Robót Ręcznych przy ul. Górczewskiej 8.
Za zasługi dla oświaty i za działalność społeczną otrzymał, m.in.: Krzyż Oficerski Orderu Odrodzenia Polski, Złoty Krzyż Zasługi.
Pochowany na cmentarzu Powązkowskim w Warszawie (kwatera 153-3-2).